# کریم‌آباد (بخش مرکزی چالوس)
کریم‌آباد روستایی در دهستان کلارستاق غربی بخش مرکزی شهرستان چالوس استان مازندران ایران است.

## جمعیت
بر پایه سرشماری عمومی نفوس و مسکن در سال ۱۳۹۵ جمعیت این روستا ۳۱۹ نفر (۱۰۷خانوار) بوده‌است.